# Büsum
Büsum település Németországban, Schleswig-Holstein tartományban. Lakosainak száma 5078 fő (2023. december 31.).

## Népesség
A település népességének változása:
| Lakosok száma | 5674 | 4786 | 4867 | 4928 | 4876 | 4970 | 5078 |
|               | 1975 | 2015 | 2017 | 2019 | 2021 | 2022 | 2023 |